# Бої за Бровари
Бої́ за Бровари та Броварський район Київської області розпочалися 24 лютого 2022 року після початку вторгнення Росії в Україну. Завершились поразкою російських військ та їх відступом. Оборона Броварів є частиною битви за Київ.

## Перебіг подій

### Лютий
24 лютого 2022 року, одразу після початку повномасштабного вторгнення, були нанесені ракетні удари по місту Бровари, атаковано дві військові частини. Внаслідок ударів загинуло 6 осіб, 12 були поранені. Наступний авіаудар стався 28 лютого 2022 року по вулиці Київській, внаслідок якого загинула 1 особа і ще 5 було поранено. Місто готувалося до оборони: формувалися добровольчі підрозділи, волонтерські рухи, споруджувалися блокпости.     
Бойові дії безпосередньо у Броварському районі розпочалися 28 лютого 2022 року, коли перші колони російських військ проникли в села Мокрець, Бервиця та Заворичі. Звідти вони продовжили рух районом в напрямку автошляхів М01 (Київ – Чернігів) та Н07 (Київ – Суми).

### Березень
На початку березня 2022 року російські війська просунулися вглиб Броварського району. Бої точилися на території Баришівської, Калитянської та Великодимерської територіальних громад.
Активна відсіч агресору розпочалася з утримання рубежів по річці Трубіж, де під час спроби форсування ворог зазнав значних втрат. Найближчими до Броварів населеними пунктами, які були окуповані ворогом, стали Богданівка, Залісся та Велика Димерка. Звідти була організована евакуація місцевого населення до міста.
9 березня 2022 року росіяни здійснили масований наступ на місто Бровари, але зазнали поразки. Бої розгорнулися на трасі М01 поблизу села Скибин. Колону з російською бронетехнікою було знищено, а командира 6-го танкового полку було ліквідовано. ЗС РФ зазнали тяжких втрат і були вимушені повернутися до раніше захоплених сіл. За кількостю залученої бронетехніки на теренах Броварського району та сусідніх сіл Чернігівської області це було найбільше танково-артилерійське протистояння з часів Другої світової війни. Головнокомандувач Збройних сил України назвав бій повним розгромом для російських військ.
Надалі бої набули дистанційного характеру.  Залучалася велика кількість артилерії, дронів, диверсійно-розвідувальних груп та снайперів. Російські війська знаходилися на відстані 3 км від Броварів. Навколо міста та його території внаслідок ракетних обстрілів та обстрілів з реактивної артилерії було знищено декілька великих логістичних складів, переважно продуктових, а також об'єктів критичної інфраструктури та промислових підприємств. 
У боях брали участь 72-га окрема механізована бригада імені Чорних Запорожців, ССО «Азов-Київ» , батальйон «Карпатська Січ» та бригади територіальної оборони, сформовані місцевими добровольцями. На честь 72 ОМБр названо вулицю в Броварах.
30 березня 2022 року росіяни розпочали відступ з території Броварського району, так і не захопивши місто Бровари. 1 квітня 2022 року весь район було повністю звільнено від російських військ.

## Наслідки

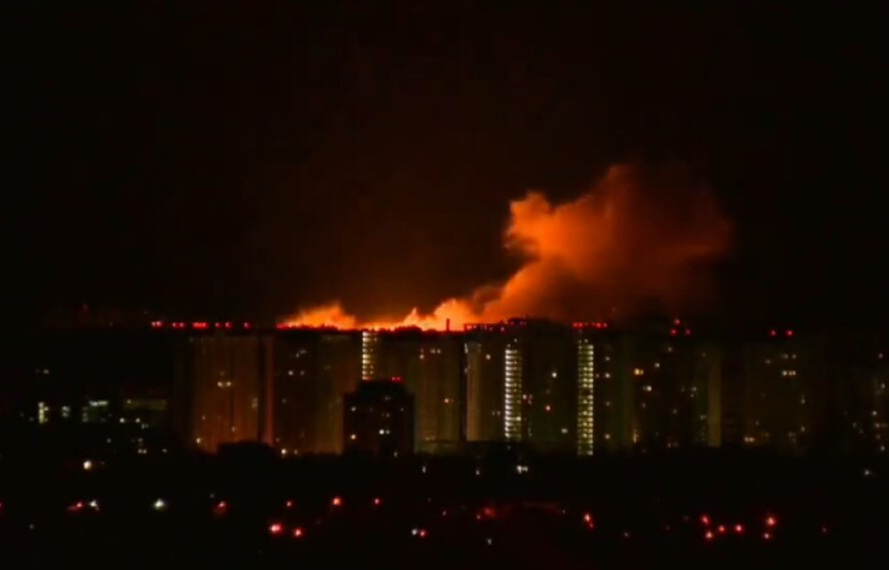
Обстріл Броварів, 28 лютого 2022 року.
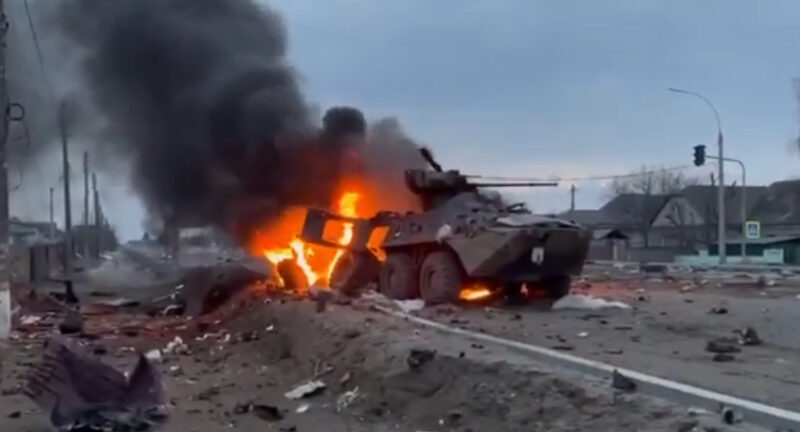
Палаюча техніка ЗС РФ, Броварський район
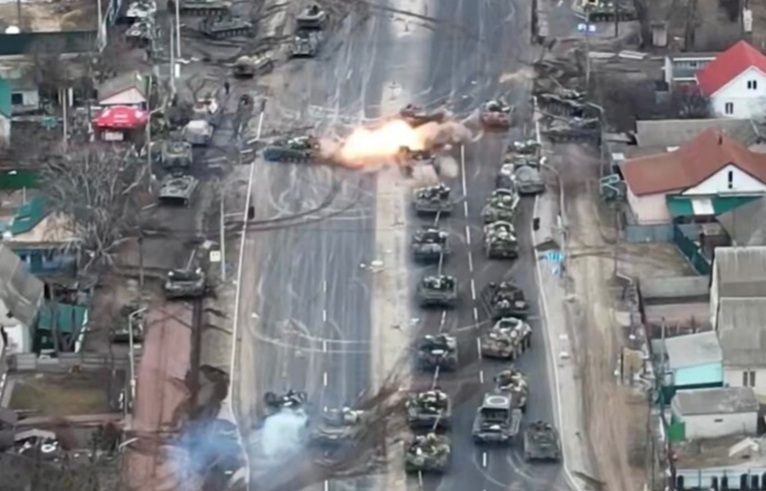
Оборона Броварів. Скибин, траса М01, 9 березня 2022 року.
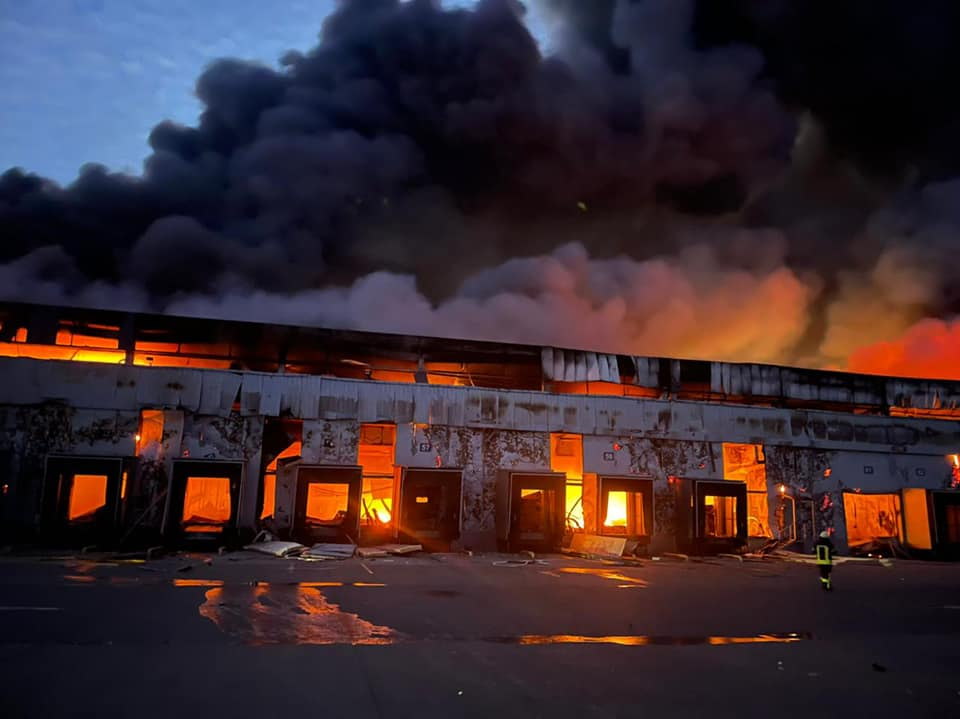
Продовольчий склад у селі Квітневе після обстрілу, 12 березня 2022 року.
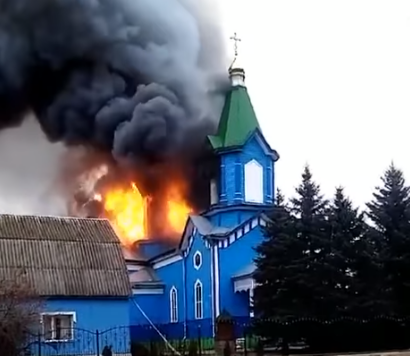
Пожежа в Свято-Георгіївському храмі (1873) після обстрілу, с. Заворичі, 7 березня 2022 року.
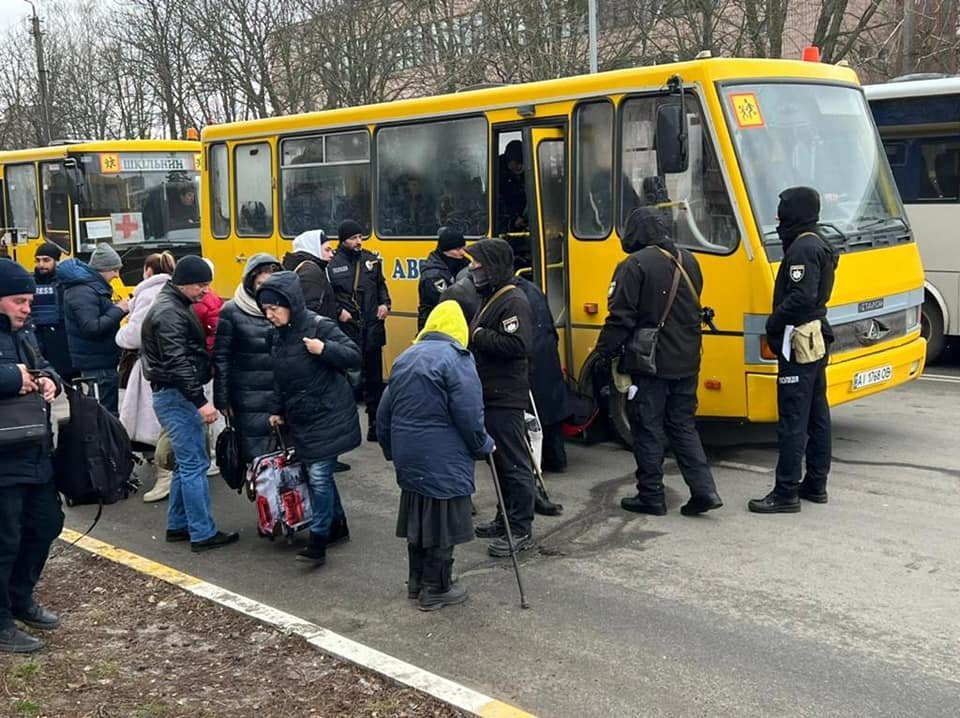
Евакуація місцевого населення Броварського району до міста Бровари, 13 березня 2022 року.
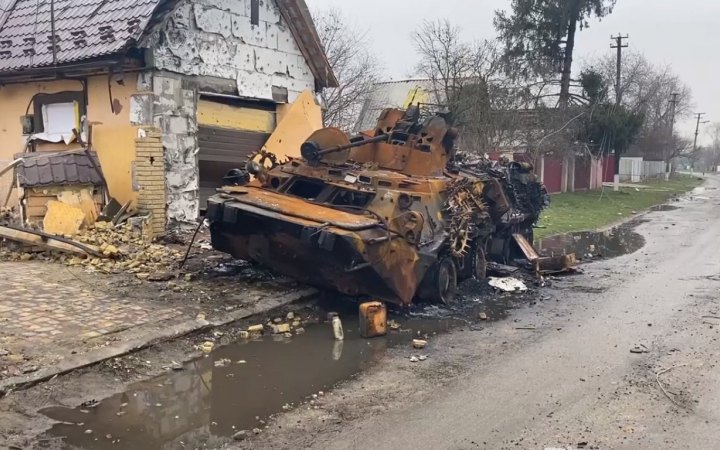
Залишений російський танк, Броварський район, с. Плоске
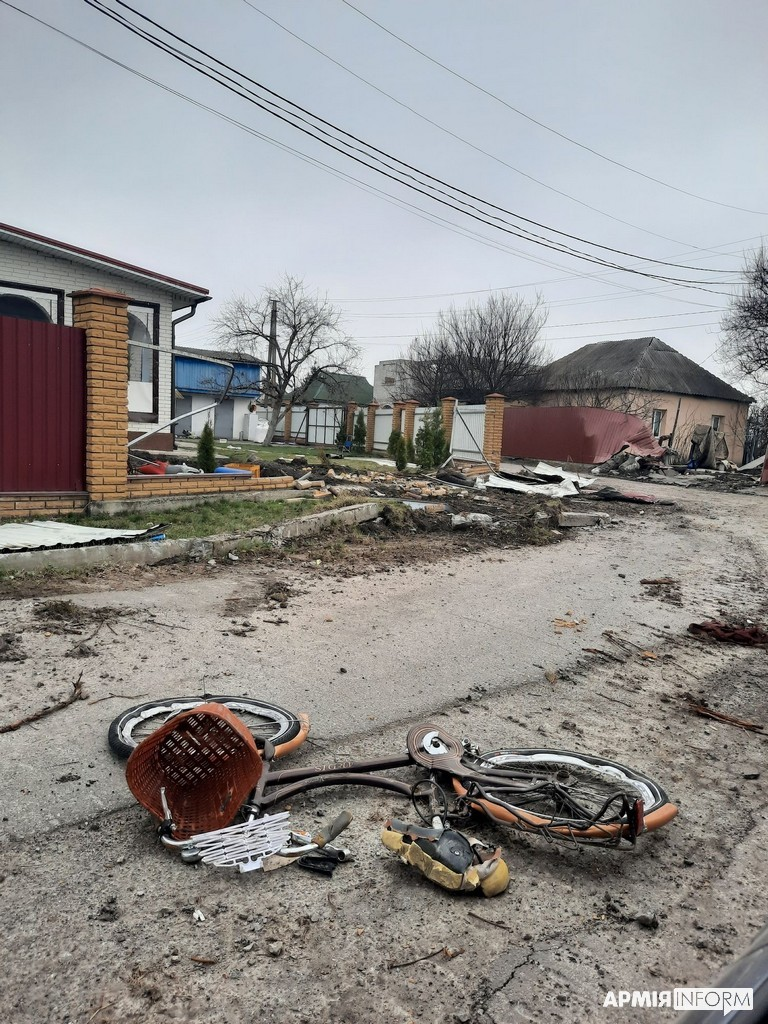
Богданівка після російської окупації
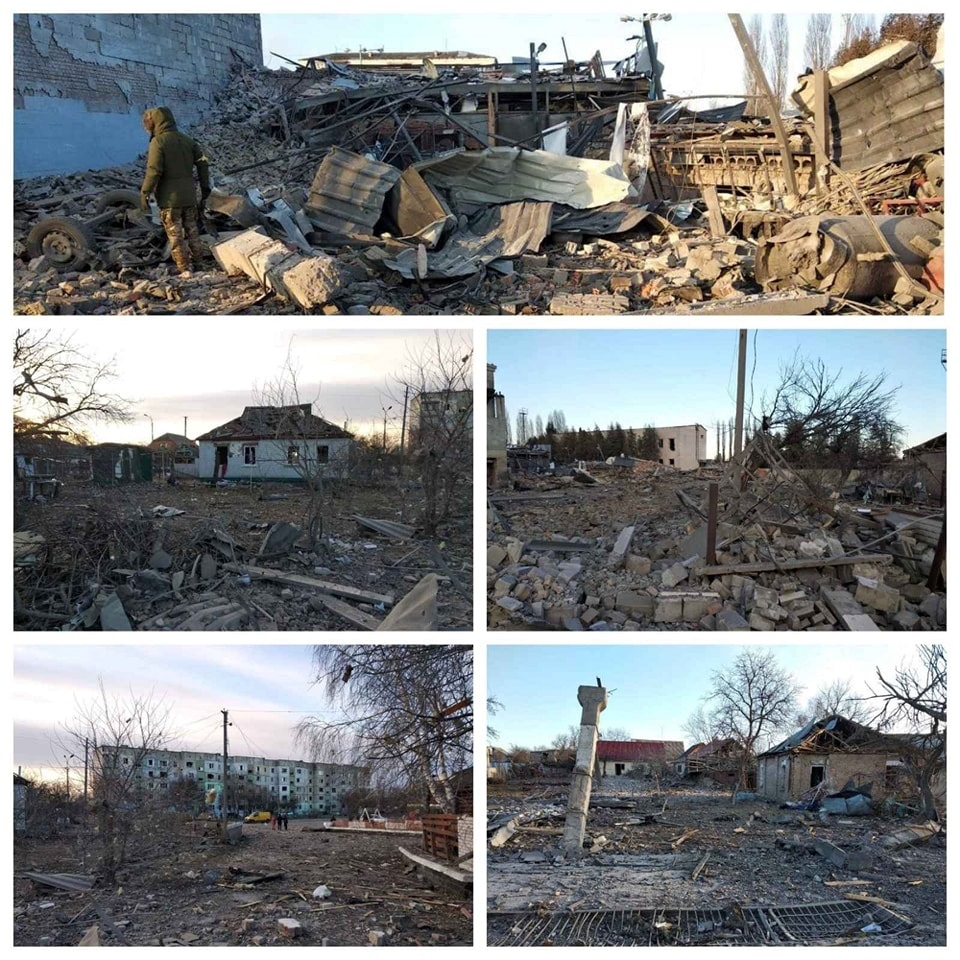
Наслідки авіаудару по Баришівці навесні 2022 року
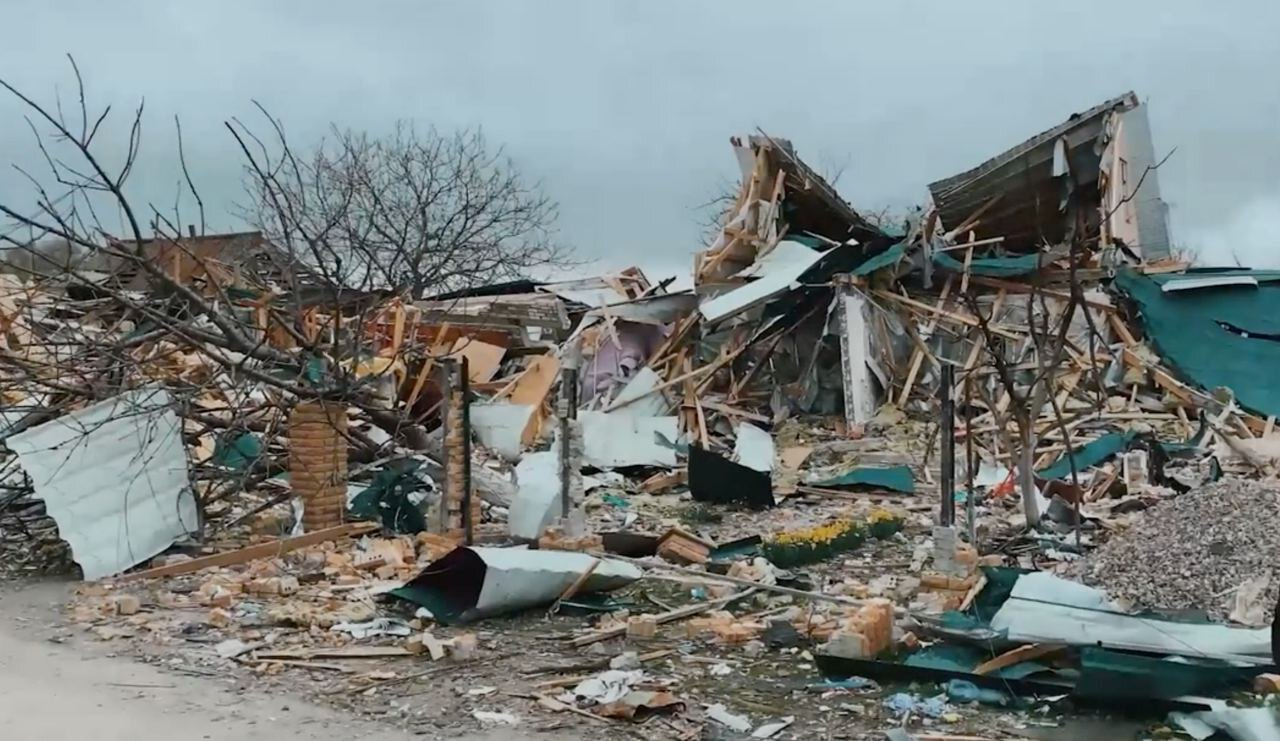
Велика Димерка після російської окупації
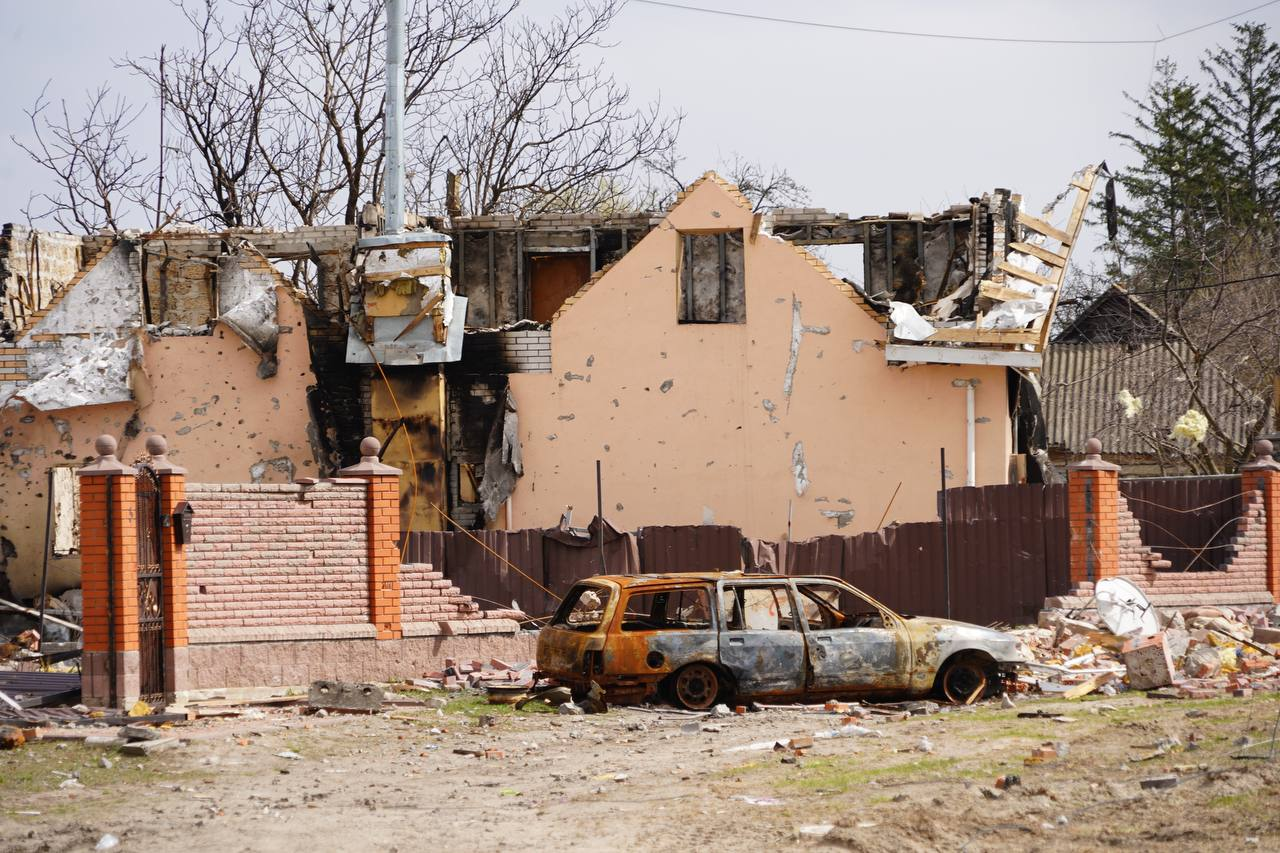
Велика Димерка після російської окупації
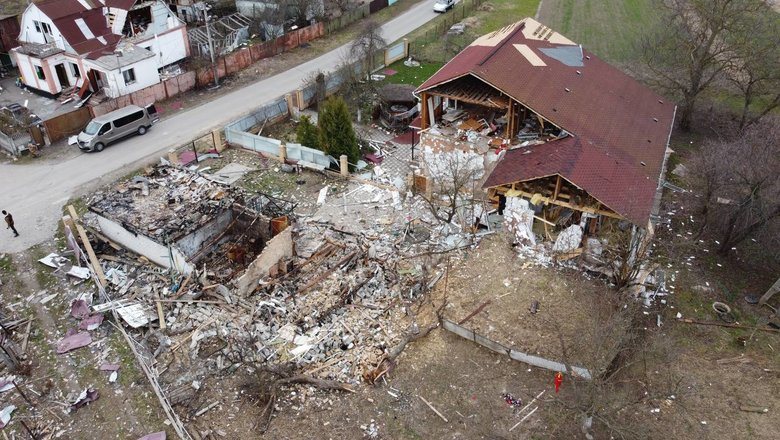
Велика Димерка після російської окупації